# Ájajávrre
Ájajávrre, enligt tidigare ortografi Ajajaure, är en sjö i Jokkmokks kommun i Lappland och ingår i Luleälvens huvudavrinningsområde. Sjön har en area på 0,954 kvadratkilometer och ligger 591 meter över havet. Ájajávrre ligger i Padjelanta Natura 2000-område.
Utflödet är en 330 meter lång jokk som mynnar i Miellädno.

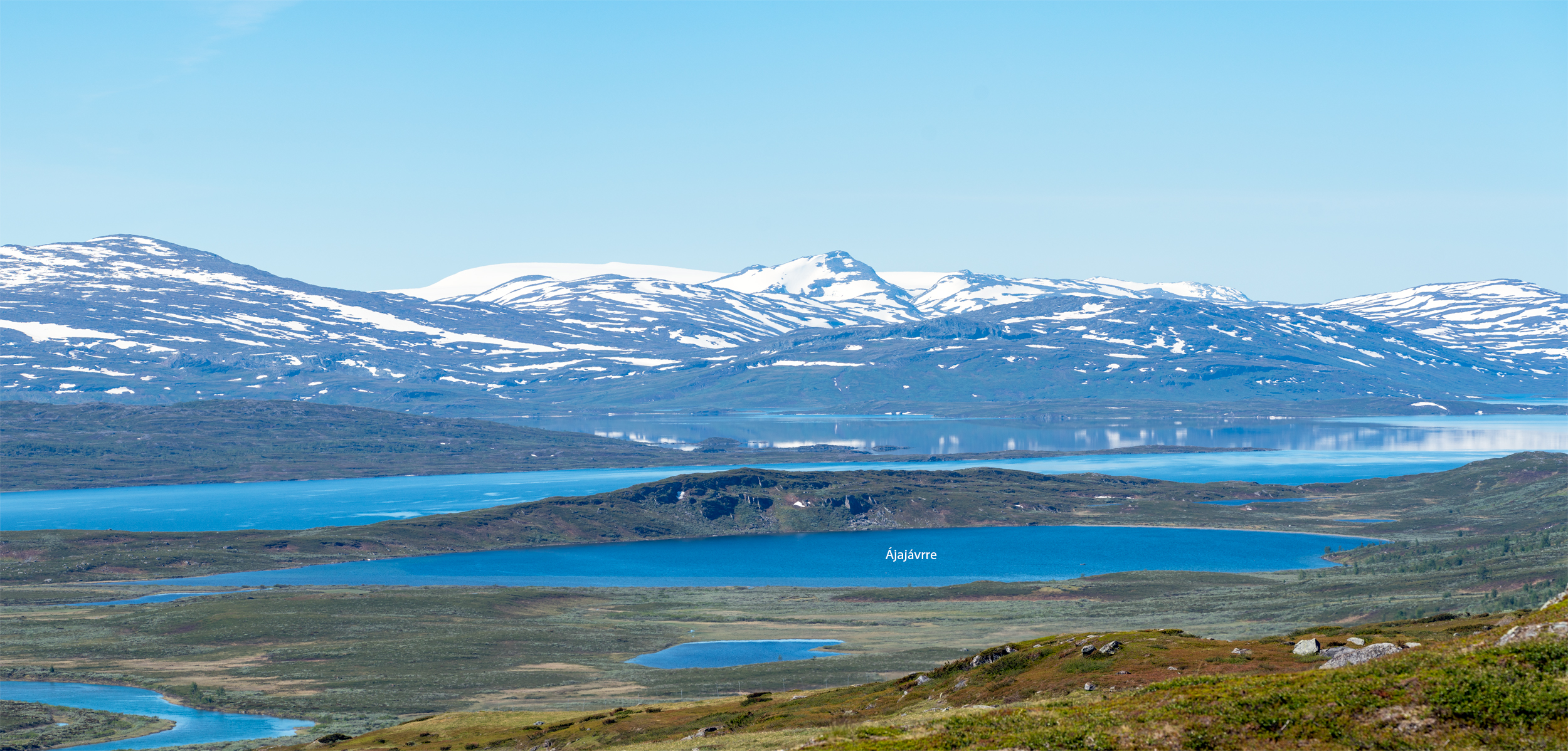
Ájajávrre. Längre bort Virihávrre och Blåmannsisen.

## Delavrinningsområde
Ájajávrre ingår i det delavrinningsområde (747978-154094) som SMHI kallar för Utloppet av Ajajaure. Medelhöjden är 786 meter över havet och ytan är 6,8 kvadratkilometer. Det finns inga avrinningsområden uppströms utan avrinningsområdet är högsta punkten. Vattendraget som avvattnar avrinningsområdet har biflödesordning 4, vilket innebär att vattnet flödar genom totalt 4 vattendrag (Miellädno, Vuojatädno, Stora Luleälv, Luleälven) innan det når havet efter 426 kilometer. Avrinningsområdet består mestadels av kalfjäll (80 %). Avrinningsområdet har 0,95 kvadratkilometer vattenytor vilket ger det en sjöprocent på 14 %.